# Atacoseius pellucens
Atacoseius pellucens is een mijtensoort uit de familie van de Heterozerconidae. De wetenschappelijke naam van de soort werd voor het eerst geldig gepubliceerd in 1905 door Berlese.